# المسألة السريجية
المسألة السُّرَيْجيَّة أو الحيلة السُّرَيْجيَّة هي مسألة فقهية، تتعلق بالطلاق، سُميت نسبة إلى ابن سريج (ت. 306 هـ).

## المسألة
صورة المسألة هي:
فإن طلقها فما الحكم؟ وهل هو طلاق الثلاث المعلق؟ أم لا يقع شيء من الطلاق؟. وقد افتى ابن سريج بعدم وقوع الطلاق، بسبب الدور.

## آراء الفقهاء
قال ابن تيمية: المسألة السريجية باطلة في الإسلام محدثة لم يفت بها أحد من الصحابة والتابعين ولا تابعيهم، وإنما ذكرها طائفة من الفقهاء بعد المائة الثالثة وأنكر ذلك عليهم جمهور فقهاء المسلمين.